# Museo etnografico di Bomba
Il Museo Etnografico di Bomba si trova a Bomba, in provincia di Chieti.

## Descrizione
Fondato nel 1990 presso l'ex mercato coperto, il museo si sviluppa in sei stanze che riproducono la tipica abitazione contadina della zona e nelle quali vengono raccolti gli antichi strumenti utilizzati per millenni nella vita quotidiana delle popolazioni locali. Include inoltre una raccolta di fotografie riguardanti la civiltà contadina dal 1850 al 1950, una sezione dedicata alle attività scolastiche e ai giochi per bambini. La collezione comprende anche oggetti quali immagini religiose, macchine da scrivere e grammofoni.